# Churcham
Churcham is een civil parish in het bestuurlijke gebied Forest of Dean, in het Engelse graafschap Gloucestershire met 655 inwoners.